# Meesiger
Meesiger – gmina w Niemczech,  w kraju związkowym Meklemburgia-Pomorze Przednie, w powiecie Mecklenburgische Seenplatte, wchodząca w skład Związku Gmin Demmin-Land.
Dzielnice:
- Gravelotte
- Meesiger

## Toponimia
Nazwa, zapisana po raz pierwszy w 1245 roku w formie Metzhsegure, pochodzi od połabskiego Medzigor’e. Forma polska – Międzygórze.